# Parafia św. Maksymiliana Kolbego w Szastarce
Parafia Świętego Maksymiliana Kolbego w Szastarce – parafia rzymskokatolicka w Szastarce, należąca do archidiecezji lubelskiej i Dekanatu Zakrzówek. Została erygowana w 1985. Mieści się pod numerem 133. Parafię prowadzą księża diecezjalni.